# رایرسون رامز
رایرسون رامز تیم‌های ورزشی هستند که نمایندهٔ دانشگاه رایرسون در شهر تورنتو در ایالت انتاریو در کشور کانادا هستند.